# Fuldaer Bildstock

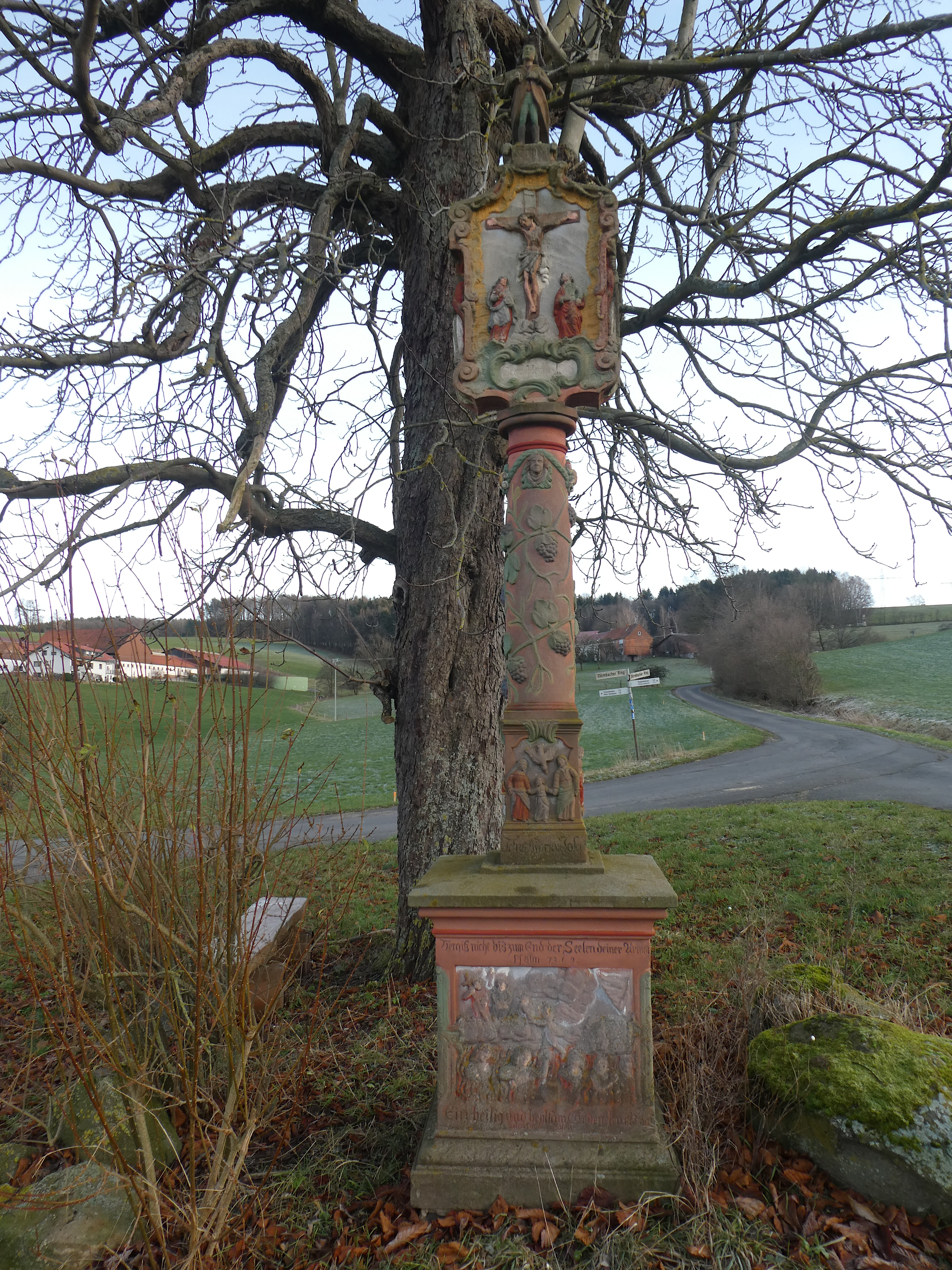
Fuldaer Bildstock in Dipperz–Dörmbach, Landkreis Fulda

Als Fuldaer Bildstock (auch Fuldaer Rhönbildstock) wird ein Bildstocktyp in der Bildstocklandschaft Franken bezeichnet, der fast ausschließlich im 19. Jahrhundert errichtet wurde. Er verbreitete sich vor allem in Gebieten, die vormals Teil der Reichsabtei Fulda waren und sich heute im nördlichen, zu Hessen gehörenden Teil der Rhön befinden.

## Geschichte
Die sogenannten Fuldaer Bildstöcke verbreiteten sich ab dem 19. Jahrhundert, einzelne Vorgänger können bereits im 18. Jahrhundert ausgemacht werden. Die Stöcke blieben auf ein kleines Gebiet beschränkt und erfuhren in der Folge kaum Abwandlungen. Die Hochzeit der Aufstellungen war die erste Hälfte der 1810er Jahre. Sie wurden vor allem in Gebieten errichtet, die zur historischen Reichsabtei Fulda bzw. zum Hochstift Fulda gehörten und seit 1821 Teil Kurhessens waren. Die Bildstöcke entstanden in einer Zeit, in der die Bauern ihren Status als Untertanen verloren und zu echten Staatsbürgern aufstiegen.
Anders als in den fränkischen Kerngebieten des Hochstifts Würzburg waren Bildstöcke im Fuldaer Land während des Barock nur noch selten aufgestellt worden. Dies änderte sich mit der neuen Zugehörigkeit zu Hessen. Insbesondere die großen Postamentflächen der Fuldaer Bildstöcke sind ein Hinweis auf den Wunsch der Stifter, zusätzliche bildliche Darstellungen auf den Stöcken anbringen zu können. Die neuerliche Zuwendung zum katholischen Brauch hing auch mit der zwischen 1810 und 1829 andauernden Sedisvakanz des Bistums Fulda zusammen; die Bewohner der Region brachten durch die Setzungen ihre enge Bindung zur Amtskirche zum Ausdruck. 
Ihren Höhepunkt erlebte die neue Bildstockeuphorie in den 1840er Jahren. Unter dem Bischof Christoph Florentius Kött wurden die Volksmission in der Diözese Fulda verstärkt und die Bürger dazu aufgerufen, ihren christlichen Glauben in Form von Werken in die Welt zu tragen. Kött forcierte auch die Gründung zahlreicher christlicher Vereine auf dem Land. Erst mit dem Übergang an Preußen nach 1866 und der Reichsgründung 1871 erstarrten die Formen des Bildstocks. Weniger Stiftungen wurden getätigt, sodass die Forschung einen Niedergang konstatiert. Viele der erhaltenen Fuldaer Bildstöcke werden nach dem Hessischen Denkmalschutzgesetz als Kulturdenkmäler geführt.

## Beschreibung
In der Literatur wird zwischen den Fuldaer Bildstöcken im engeren und solchen im weiteren Sinne unterschieden. In den 1840er Jahren bildete sich ein Typus heraus, der, neben den Formen, auch das gleiche Bildprogramm aufweist. Der Fuldaer Bildstock weist eine breite quadratische Bodenplatte auf. Darüber erhebt sich ein Postament. Es wurde mit einem Relief ausgestattet, das häufig den Heiligen Wandel zeigt. Auf der Rückseite des Postaments erscheint häufig auch die Stifterinschrift. Es wird von einem ausladenden Gesims überragt.
Die Säule wird von einem vierseitigen Sockel eingeleitet. Im Sockel befindet sich auf jeder Seite ein weiteres Relief, nicht selten ist Christus an der Geißelsäule dargestellt. Daneben tauchen die Darstellungen des Johannes Nepomuk, Sebastian, Rochus, Maria, Laurentius, Antonius, Wendelin, Petrus und Paulus auf. Die lokalen Verehrungstraditionen werden über die Heiligen Bonifatius und Sturmius aufgegriffen. Teilweise finden sich hier auch Bildunterschriften mit den Namen der jeweiligen Heiligen. 
Die Rundsäule selbst endet in einem ionischen Aufsatz, einige Exemplare wurden mit einer aus der Säule herausgehauenen Weinranke versehen. Der Aufsatz beginnt mit einer Volutenbasis, nach oben hin schließt er mit einem abgesetzten Segmentbogen bzw. mit einem Flachbogen ab. Er zeigt in der Regel die Kreuzigung mit zwei Assistenzfiguren. Auf der Rückseite finden sich die vierzehn Nothelfer mit dem sogenannten Frankenthalmotiv. Die Schmalseiten sind mit Heiligenreliefs ausgestattet. Charakteristisch ist auch die vollplastische Figur des Bauern- und Viehheiligen Wendelin, die den gesamten Bildstock überragt. 
Die Fuldaer Bildstöcke im weiteren Sinne weisen Unterschiede in einigen Details auf. So variieren die Formen der Säule, auch Rechtecksäulen existieren. Teilweise fehlen die Reliefs im Sockel oder sie wurden durch Muschelreliefs ersetzt. Das Postament weist immer wieder auch Inschriften auf, die von floralem Zierwerk umgeben wurden. Auch die Plastik oberhalb des Stocks variiert. In den wenigen Fällen, in denen der Fuldaer Bildstocktyp in Gebieten des ehemaligen Hochstifts Würzburg Aufstellung fand, kann er auch als Bistumsheiliger Kilian geschaffen worden sein. Manche Bildstöcke wurden farbig gefasst.

## Verbreitung und Beispiele
Das Verbreitungsgebiet der Fuldaer Bildstöcke blieb weitgehend auf die Gebiete des ehemaligen Hochstifts Fulda beschränkt, die meisten Exemplare sind im heute hessischen Landkreis Fulda zu finden. Dieser kleine Radius erklärt den Namen Fuldaer Rhönbildstock, der ebenfalls für die Stöcke verwendet wurde, denn der Bildstocktyp ist ausschließlich im Mittelgebirge Rhön zu finden. Exemplare sind vor allem in den nördlichen Gebieten aufgestellt. 
- Petersberg–Almendorf, Landkreis Fulda 1815
- Hofbieber–Allmus, Landkreis Fulda 1822
- Dipperz–Dörmbach, Landkreis Fulda 1846
- Ebersburg, Landkreis Fulda 1806
- Petersberg–Margretenhaun, Landkreis Fulda 1840
- Petersberg, Landkreis Fulda 1845
- Ehrenberg–Reulbach, Landkreis Fulda 1842
- Fladungen–Rüdenschwinden, Landkreis Rhön-Grabfeld 1851

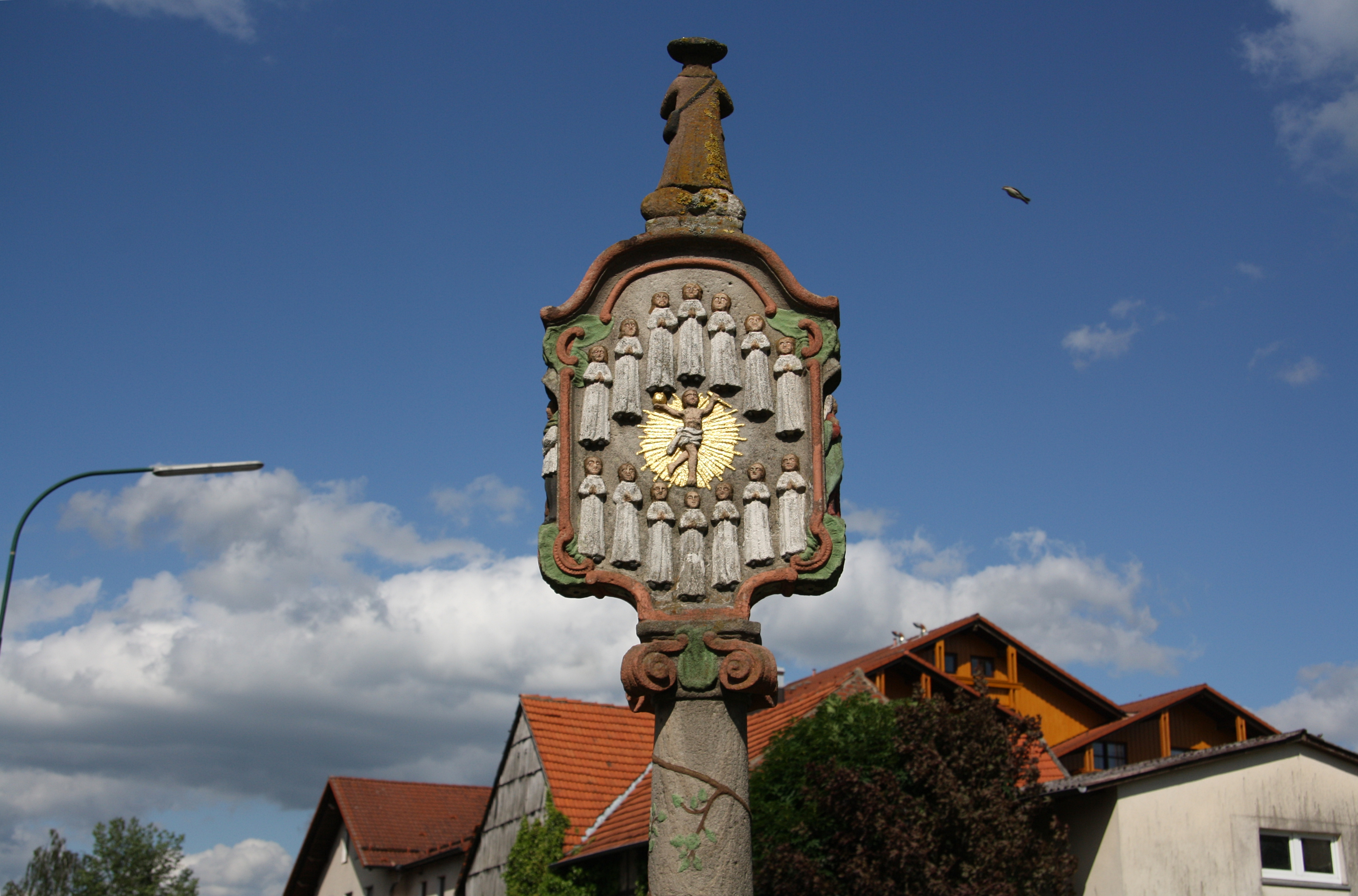
Bildstock in Almendorf
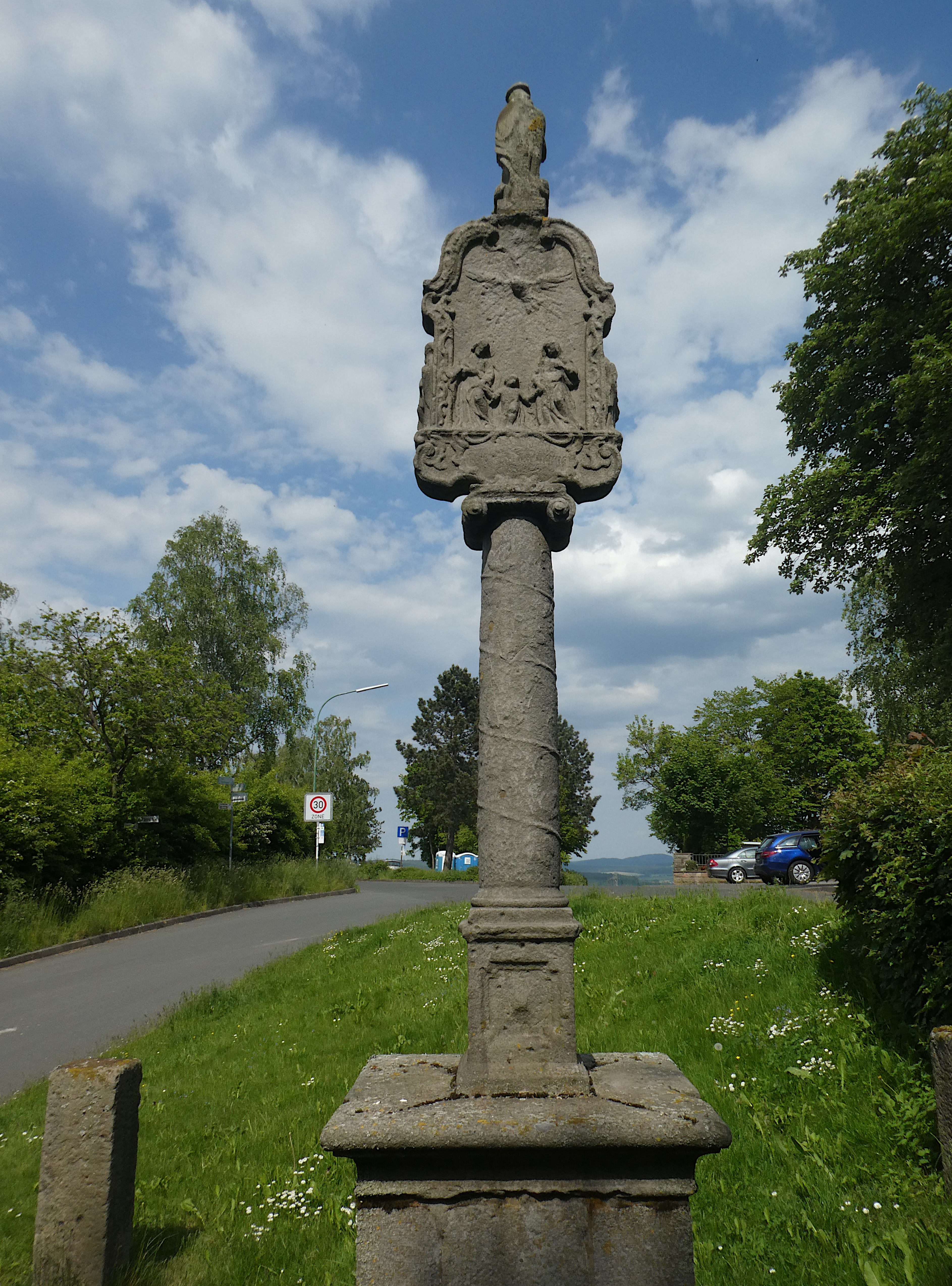
Bildstock in Petersberg
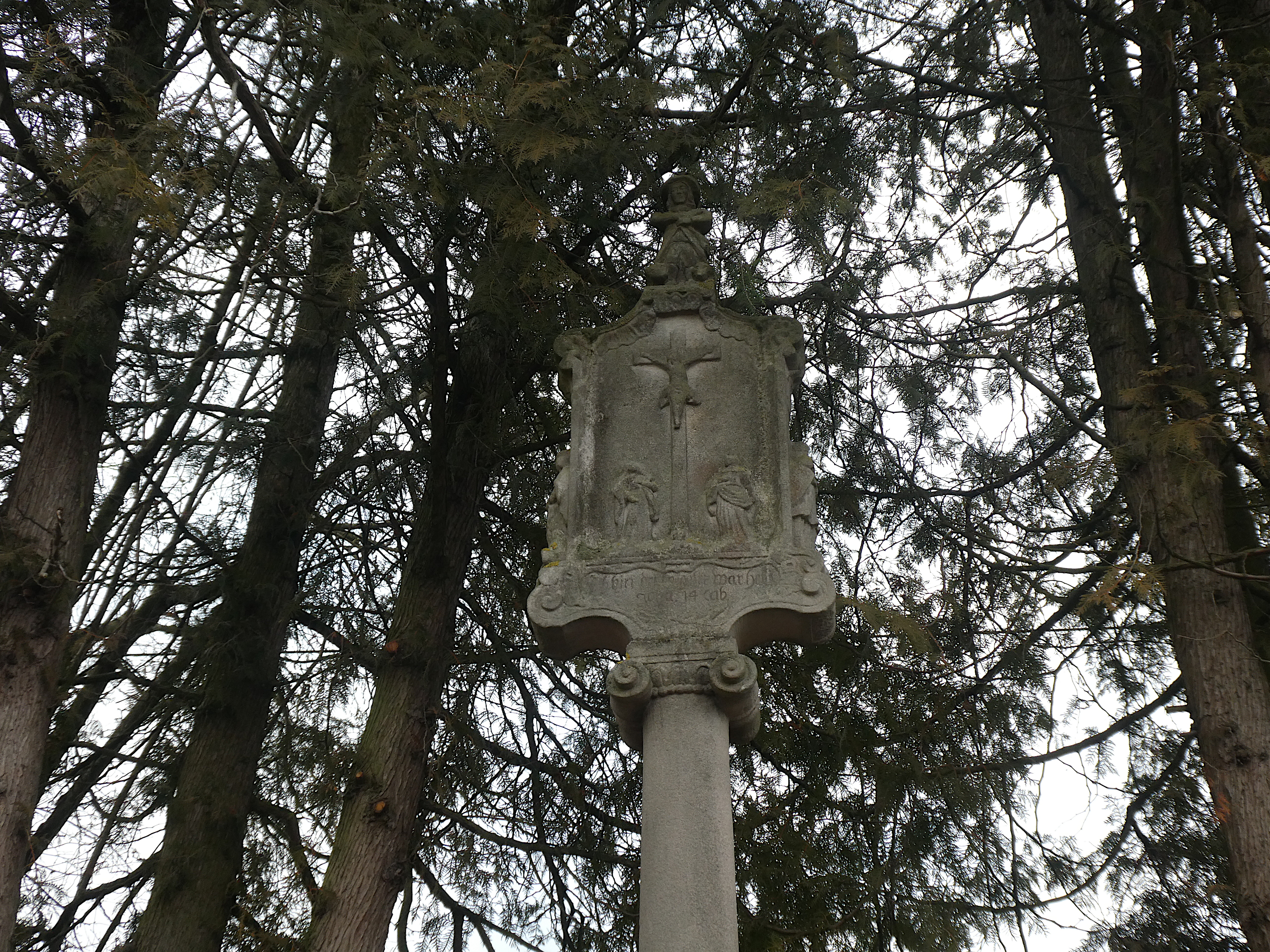
Bildstock bei Ebersburg